# Rakottyás (Románia)
Rakottyás (románul Răchitiș) falu Romániában Hargita megyében. Közigazgatásilag Bélborhoz tartozik.

## Fekvése
A falu Borszéktől 10 km-re északnyugatra, Hargita megye északi részén helyezkedik el, a Kelemen-havasok, Besztercei-havasok és Gyergyói-havasok által határolt medencében. A 174A megyei úton közelíthető meg.

## Története
A 18. században alapították, sokáig Bélbor egyik falurésze volt. Az 1950-es években vált külön, azóta önálló falu.

## Népesség
1966-ban 552 lakosa volt. 2002-ben 478 lakosa volt, ebből 476 román és 2 magyar nemzetiségű.